# يان ريدفورد
يان ريدفورد (بالإنجليزية: Ian Redford)‏ (5 أبريل 1960 ببيرث في المملكة المتحدة - 10 يناير 2014 في المملكة المتحدة) هو مدرب كرة قدم ولاعب كرة قدم إسكتلندي في مركز الوسط. شارك مع منتخب إسكتلندا تحت 21 سنة لكرة القدم. أما مع النوادي، فقد لعب مع إيبسويتش تاون ودندي يونايتد وريث روفرز وسانت جونستون ونادي بريتشين سيتي ونادي دندي ونادي رينجرز.

## وصلات خارجية
- يان ريدفورد على موقع قاعدة بيانات كرة القدم.إي يو (الإنجليزية)
- يان ريدفورد على موقع Soccerbase.com (لاعب) (الإنجليزية)
- يان ريدفورد على موقع عالم كرة القدم.نت (الإنجليزية)